# Fernanda Oliveira
Fernanda Ryff Moreira Oliveira est une skipper brésilienne née le 19 décembre 1980 à Porto Alegre.

## Carrière
Aux Jeux olympiques d'été de 2008, Fernanda Oliveira remporte la médaille de bronze en 470 avec Isabel Swan.